# Oxyfidonia dargei
Oxyfidonia dargei là một loài bướm đêm trong họ Geometridae.